# Boxhorn
Boxhorn (en luxemburguès: Boxer; alemany: Boxhorn) és una vila de la comuna de Wincrange, situada al districte de Diekirch del cantó de Clervaux. Està a uns 53 km de distància de la ciutat de Luxemburg.